# Dětkovice, Prostějov
Dětkovice là một làng thuộc huyện Prostějov, vùng Olomoucký, Cộng hòa Séc.